# Luciobarbus pectoralis
Luciobarbus pectoralis is een straalvinnige vissensoort uit de familie van de eigenlijke karpers (Cyprinidae). De wetenschappelijke naam van de soort is voor het eerst geldig gepubliceerd in 1843 door  Johann Jakob Heckel.
L. pectoralis werd in 1836 verzameld in de Orontes in Syrië tijdens een wetenschappelijke reis van de geoloog Joseph Russegger.